# 240'erne
Århundreder: 2. århundrede – 3. århundrede – 4. århundrede
Årtier: 190'erne 200'erne 210'erne 220'erne 230'erne – 240'erne – 250'erne 260'erne 270'erne 280'erne 290'erne
År: 240 241 242 243 244 245 246 247 248 249